# Мистер Дентон на Судном дне
«Мистер Дентон на Судном дне» (англ. Mr. Denton on Doomsday) — третий эпизод первого сезона американского телесериала-антологии «Сумеречная зона». Был впервые показан в эфире телеканала CBS 16 октября 1959 года. Режиссёром эпизода выступил Аллен Рейснер, сценарий написал создатель «Сумеречной зоны» Род Серлинг.
Эпизод рассказывает о человеке, который когда-то был лучшим стрелком в своём городе, но стал обычным пьяницей. После появления в городе необычного торговца по фамилии Фейт у пьяницы появляется его былая меткость и ловкость в обращении с пистолетом, и к нему возвращается слава лучшего стрелка на Диком западе. Но он понимает, что за этим опять последуют смерти и старается избежать конфликтов.

## Сюжет
В начале эпизода голос рассказчика, который принадлежит создателю сериала Роду Серлингу произносит вступительный монолог:
Портрет городского пьяницы по имени Эл Дентон. Этот человек давно начал умирать, идя по длинному, полному агонии пути через лабиринт бутылок. Эл Дентон, который наверняка бы отдал руку или часть своей души, лишь бы получить шанс встать на ноги и смыть грязь со своего тела и кошмары, что отравляют его сознание. [Камера поднимается к фигуре, стоящей перед дилижансом] А это, говоря по старинке, коробейник. Довольно причудливый маленький человек в чёрном пиджаке. [Револьвер таинственным образом появляется на земле рядом с Дентоном] А это третий, главный герой нашей истории. Его роль возможно состоит в том, чтобы дать мистеру Элу Дентону второй шанс.Оригинальный текст (англ.)Portrait of a town drunk named Al Denton. This is a man who's begun his dying early—a long, agonizing route through a maze of bottles. Al Denton, who would probably give an arm or a leg or a part of his soul to have another chance, to be able to rise up and shake the dirt from his body and the bad dreams that infest his consciousness. In the parlance of the times, this is a peddler, a rather fanciful-looking little man in a black frock coat. And this is the third principal character of our story. Its function: perhaps to give Mr. Al Denton his second chance.

Эл Дентон когда-то был известен как самый меткий стрелок в городе, но, мучимый чувством вины за дуэли, в одной из которых погиб подросток, он стал алкоголиком и посмешищем. Таинственный торговец по имени Генри Джей Фейт необъяснимым образом возвращает Дентону его умение стрелять, и он вновь вызывает уважение и благоговение горожан. При общении с девушкой из салуна по имени Лиз Дентон говорит, что беспокоится из-за того, что сейчас стрелки со всей округи в попытках заработать себе репутацию будут искать его и неизбежно убьют. Он приводит себя в порядок и становится трезвенником, но только, по его словам, для того, чтобы умереть с достоинством. Как и предсказывал Дентон, вскоре ему бросают вызов, от которого Дентон не смеет отказаться.
Измождённый и не очень уверенный в себе Дентон тренируется в пустыне для самоубийственной дуэли, но промахивается мимо цели и приходит к выводу, что ему нужно бежать из города. Собирая вещи и пытаясь бежать под покровом ночи, он завязывает разговор с Фейтом, который, похоже, знает всё о Дентоне и предлагает ему выход. Фейт даёт зелье, которое гарантированно сделает того, кто его выпьет, самым быстрым стрелком на Западе ровно на десять секунд. Дентон настроен скептически, но Фейт уговаривает его выпить бесплатный образец, после чего Дентон сразу же убеждается в его пользе.
В назначенное время Дентон встречается со своим соперником, Питом Грантом, дерзким молодым стрелком. Дентон выпивает своё зелье и видит, что у его соперника в руках такая же пустая бутылка. Грант и Дентон понимают, что Фейт обманул их, но отступать от поединка уже поздно. Каждый из них стреляет в руку другого, получая незначительные ранения, но навсегда лишая обоих способности нажимать на спусковой крючок. Дентон говорит своему молодому оппоненту, что им обоим выпало счастье, потому что они больше никогда не смогут выстрелить из револьвера в порыве гнева. Он говорит Лиз, что Гранту повезло, потому что он рано получил этот урок. Генри Дж. Фейт собирает свои вещи и, кивнув на прощание Дентону, покидает город.
Эпизод заканчивается закадровым монологом Рода Серлинга:
Мистер Генри Фейт, продавец кухонной утвари, кастрюль, сковородок, мазей и настоек. Причудливый человек в чёрном пиджаке, который помог одному человеку выбраться из ямы, а другому не упасть в неё. Потому что судьба в Сумеречной зоне может повернуть и так.Оригинальный текст (англ.)Mr. Henry Fate, dealer in utensils and pots and pans, liniments and potions. A fanciful little man in a black frock coat who can help a man climbing out of a pit—or another man from falling into one. Because, you see, fate can work that way, in the Twilight Zone.

## Команда
| Актёр              | Роль                                    |
| ------------------ | --------------------------------------- |
| Дэн Дьюриа         | Эл Дентон                               |
| Мартин Ландау      | Дэн Хоталинг                            |
| Джинн Купер        | Лиз                                     |
| Малкольм Аттербери | Генри Дж. Фейт                          |
| Кен Линч           | Чарли (бармен)                          |
| Артур Батанидес    | лидер                                   |
| Билл Эрвин         | человек                                 |
| Роберт Бертон      | доктор                                  |
| Даг МакКлёр        | Пит Грант                               |
| Род Серлинг        | рассказчик                              |
| Текс Холден        | посетитель бара (в титрах не указан)    |
| Роберт Маккорд     | водитель дилижанса (в титрах не указан) |
| Джек Перрин        | посетитель бара (в титрах не указан)    |
| Джо Филлипс        | посетитель бара (в титрах не указан)    |
| Боб Ривз           | посетитель бара (в титрах не указан)    |

- автор сценария — Род Серлинг
- режиссёр — Аллен Рейснер
- продюсер — Бак Хотон
- исполнительный продюсер — Род Серлинг
- оператор — Джордж Т. Клеменс[англ.]
- монтаж — Билл Мошер
- режиссёр по работе с актёрами — Милли Гуссе
- художественные руководители — Джордж Дэвис[англ.], Уильям Феррари[англ.]
- кинодекораторы — Руди Батлер, Генри Грэйс[англ.]
- помощник режиссёра — Эдвард О. Дено
- редактор звуковых эффектов — Ван Аллен Джеймс
- композитор основном темы сериала — Бернард Херрман
- композиторы по работе со стоковой музыкой — Рене Гарригенк, Люсьен Моравек[англ.]
- звукооператоры — Франклин Милтон[англ.], Джон Г. Валентино
- художник задних планов и вступительных титров — Сэм Клайбергер
- режиссёр анимации вступительных титров — Руди Ларрива[англ.]
- художник эффектов — Джо Мессерли
- производство: Cayuga Productions, CBS Television Network[2]

## Создание

### Сценарий
12 октября 1958 года, Род Серлинг написал Уильяму Дозье вице-президенту CBS предложения по сюжету, которые «представляли бы то разнообразие, которое я хотел бы получить в сериале». Среди предложений был синопсис сюжета из четырёх абзацев под названием «Ты тоже можешь стать быстрым пистолетом» (англ. You Too Can Be a Fast Gun). Предложенная идея сюжета несколько отличалась от финального результата, который вышел в эфир. Главный герой не имел имени, он был школьным учителем в западном городишке конца 1880-х годов, он был миролюбивым парнем, у которого, по словам Серлинга, «возможно, есть мания величия, которая является неотъемлемой частью времени». Школьному учителю нравилось думать о себе как о лучшем стрелке и суровом ковбое, но на самом деле он до смерти боялся насилия и оружия. Однажды он по неосторожности берёт в руки ружьё и убивает змею с расстояния 200 ярдов. Свидетелем этого подвига становится маленький мальчик, который рассказывает об этом остальным жителям городка, и эта история разрастается как лесной пожар, пока о маленьком школьном учителе не начинают ходить слухи, что он лучший стрелок, который решил сменить профессию. Новости о лучшем стрелке распространяются, и настоящий самый лучший стрелок отправляется в маленький городок, чтобы сразиться со школьным учителем. Узнав об этом, маленький человек впадает в ужас, так как понимает, что не смог бы тягаться даже с одноруким человеком с параличом. На сцену выходит странствующий знахарь, который узнает о ситуации и продаёт школьному учителю, как он утверждает, пузырёк с волшебной жидкостью, которая может превратить человека в того, кем он хочет стать, если выпить её в определённое время до того, как должно произойти действие. Сначала учитель насмехается над этим, но затем знахарь успешно демонстрирует ему эффект. Школьный учитель покупает пузырёк. В ночь схватки школьный учитель находится в местном салуне, жители города собрались вокруг него. Он оправдывается тем, что маленький пузырёк — это рюмка его собственного особого виски. Он мысленно спланировал, в какой именно момент он должен выпить пузырёк. Стрелок приходит, встаёт в нескольких футах от него у барной стойки, и тут мы видим, что сам стрелок взволнован и напуган. Оба мужчины в один и тот же момент видят друг у друга одинаковые флаконы и оба поворачиваются, чтобы бежать в разные стороны. Школьный учитель ударяется о стол, спотыкается, его пистолет выпадает из кобуры и стреляет, выбивая оружие из руки лучшего стрелка, так что легенда остаётся нетронутой. Затем он публично заявляет, что больше никогда не будет носить пистолет, и сдерживает своё обещание. Вечером он выходит на улицу, чтобы встретить знахаря, у которого есть ещё флаконы для продажи: приворотные зелья и тому подобное. В последний момент пьесы школьный учитель покупает одно из зелий, потому что на протяжении всей пьесы он безуспешно пытается добиться расположения дочери шерифа.
Изначально Серлинг намеревался назвать главного героя этой истории Динглом. Этому так и не суждено было сбыться, но Бёрджесс Мередит исполнил похожую роль в эпизоде «Сумеречной зоны» «Сильный мистер Дингл», там его персонажа звали как раз Динглом. Главный герой, Эл Дентон, был назван в честь одного из друзей детства Рода Серлинга, Герберта Дентона. В эпизоде «Театра 90» под названием «Город превратился в пыль» (англ. A Town Has Turned to Dust), также снятом по сценарию Серлинга и транслировавшемся за несколько лет до этого, был персонаж временного шерифа по имени Харви Дентон. В версии сценария от 26 июня имена некоторых персонажей всё ещё остаются другими. Главный герой Уолтер Дентон был впоследствии заменён на Эла Дентона. Точная причина изменения остаётся неизвестной, но ей мог стать другой персонаж с таким же именем в телевизионной комедии канала CBS. Ричард Кренна играл роль Уолтера Дентона в радио и телепрограмме «Наша мисс Брукс». Пит Грант ранее был указан как Пит Гренвилл. У торговца первоначально не было имени и его называли бродягой. В первом варианте сценария доктор первоначально был шерифом, а бармен был пианистом.
Вступительная речь Рода Серлинга тоже отличалась, персонажи имели другие имена: «Портрет городского пьяницы по имени Уолтер Дентон. [пауза] Это человек, который рано начал умирать. Долгий мучительный путь через лабиринт бутылок. [пауза] Уолтер Дентон, который, возможно, отдал бы руку, или ногу, или часть своей души, чтобы получить ещё один шанс. На языке того времени — это бродяга. И это третий главный герой нашей истории. Его имя — Кольт. Его калибр — 45-й. Его функция — возможно, дать мистеру Уолтеру Дентону второй шанс!» Заключительная речь Серлинга в конце эпизода звучала так: «Мистер Генри Фейт, торговец посудой, кастрюлями и сковородками. Приправами и снадобьями. Причудливый человек в чёрном фраке, который также торгует вторыми шансами. И хотя есть те, кто говорит, что его не существует — разве что в воображении... В мечтах людей — он существует, хотя бы в... Сумеречной зоне».

### Съёмки

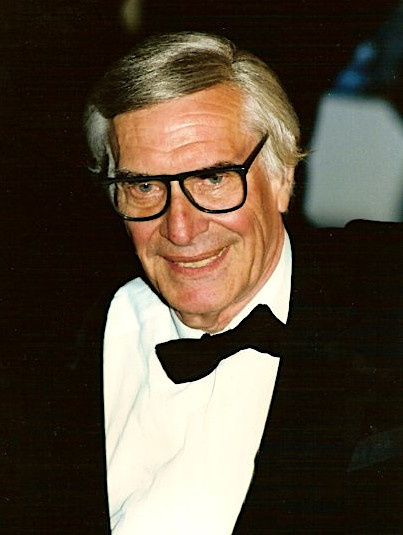
Мартин Ландау

Репетиции перед съёмками проходили 29 и 30 июня 1959 года. Сами же съёмки длились четыре дня 1, 2, 3 и 6 июля того же года. Первая версия сценария датирована 1 июня 1959 года, позже 25, 26, 29 июня и 3 июля в него вносились изменения. Всего на работу над эпизодом было потрачено 36005,48 долларов. Внешний вид улицы (называемой в производственных документах «городом-призраком») был снят на Участке №3, принадлежащем студии MGM. Эта же улица была показана в нескольких телевизионных эпизодах вестернов «Северо-западный проход», «Человек из Шинэндоа» и в фильме «Хондо». Интерьер салуна был снят на площадке №5. Все вечерние сцены были сняты вечером второго съёмочного дня. Утром третьего дня на площадке №22 была снята сцена вечернего костра для сцены, которая в итоге не вошла в финальный монтаж эпизода. В этой сцене гонец прибывает в лагерь, чтобы сообщить Гренвиллу, что он доставил сообщение. Гренвилл спрашивает, как выглядит Дентон, поскольку люди говорят, что он так же хорош, как и раньше. «Быстрый, как и прежде, — объясняет гонец, — какой-то нервный. Нервное состояние, будто болеет. Я рад, что на его месте не я!». В утренней сцене герои просыпаются на рассвете и садятся в седло. Для этой сцены использовались три лошади. Кадр, который должен был послужить фоном для финальных титров, первоначально должен был быть крупным планом руки Дьюриа, держащей бутылку с зельем. В конце августа 1959 года Джордж Эми, Серлинг и Хотон договорились о крупном плане пустой бутылки на стойке бара. Было решено, что поскольку заключительные титры будут белыми, фон должен быть как можно более тёмным, чтобы слова выделялись. Рука Дьюриа закрыла бы часть слов, что затруднило бы зрителям чтение заключительных титров. В итоге от этой идеи отказались. В некоторых моментах эпизода в качестве фоновой музыки используется мелодия «Из-за острова на стрежень» сыгранная на губной гармошке, она была взята композиторами Рене Гарригенком, Люсьеном Моравеком из библиотеки стоковой музыки.
На роль бармена, Кена Линча, наняли только утром, когда эта роль была необходима для съёмок. На роль Дентона был приглашен Дэн Дьюриа, с которым Хотон работал над сериалом «Китайский кузнец». За несколько лет до этого Дьюриа сделал себе репутацию в фильмах, где играл отвратительных проныр. Здесь у него был шанс сыграть хорошего парня, и он показал мудрость, силу и смирение в своём персонаже. За свою роль он получил 5000 долларов. Джинн Купер за свою роль получила 600 долларов. Мартину Ландау за роль Хоталинга заплатили 850 долларов. «MGM находилась в Калвере», — вспоминал позже Ландау. «Все переезжали в Калифорнию, а я всё ещё снимался в Нью-Йорке, поэтому я сам переехал для нескольких постановок. Помню, в то время я снимался в куче телевизионных вестернов. Эпизод с Дентоном был первым из двух «Сумеречных зон», в которых я снялся для Рода. Мы все сели за чтение, а потом репетировали. Род был на съёмочной площадке и на чтении, некоторые из нас вносили предложения, а он делал заметки. Я помню, как на следующий день он вернулся на съёмочную площадку и переписал несколько страниц сценария. Род был очень хорошим парнем, и очень жаль, что он умер так рано».

## Критика
В эпизоде «Мистер Дентон на Судном дне» рассматривается тема, которую часто затрагивали в «Сумеречной зоне», — человек, которому волшебным образом даётся второй шанс. В данном случае судьба предстаёт здесь в виде аллегорической фигуры — торговца Генри Дж. Фейта. Этот торговец сразу кажется загадочным, он наблюдает за всем происходящим со стороны. Однако «он проявляет себя как благодетель, давая Дентону второй шанс», отмечает автор Дуглас Броуд.
В книге «Ирония в сумеречной зоне. Как сериал критиковал послевоенную американскую культуру» (англ. Irony in The Twilight Zone. How the Series Critiqued Postwar American Culture) Дэвид Мэлби характеризует третий эпизод сериала как «западную басню, переплетённую с суевериями старого мира». Мэлби замечает, что данный эпизод, наравне с некоторыми другими первыми эпизодами «Сумеречной зоны» завершается крутым поворотом, впоследствии это станет движущей силой всего сериала. Эпизод пронизан иронией, что является более сложным средством повествования, чем простое создание чего-то необычного, «ирония имеет чисто развлекательную ценность».

## Влияние
В 1994 году Мартин Ландау рассказал в интервью, что недавно его чествовали во Франции в театре «Гран-при», где он провёл вечер, посвящённый его работе на телевидении. Среди представленных фильмов была «Сумеречная зона». В 1998 году в альбом Вана Моррисона «The Philosopher's Stone» вошла песня под названием «Twilight Zone» с текстом о ковбое, который исполнил своё желание, со ссылкой на эпизод «Мистер Дентон на Судном дне». В 2014 году метал группа Mr. Denton On Doomsday выпустила свой первый альбом «Origami Trail».
Эпизод был адаптирован для радиопостановки «Радиодрама Сумеречная зона» (англ. Twilight Zone Radio Drama) со Стэйси Кичем и Адамом Болдуином в главных ролях.